# Лози (Ровеньківський район)
Лози — село (до 2010 — селище) в Україні, у Ровеньківській міській громаді Ровеньківського району Луганської області. Населення становить 160 осіб. Орган місцевого самоврядування — Кошарська сільська рада.

## Населення
За даними перепису 2001 року населення села становило 160 осіб, з них 35,63% зазначили рідною українську мову, а 64,38% — російську.